# Pionosyllis samsonensis
Pionosyllis samsonensis är en ringmaskart som beskrevs av Hartmann-Schröder 1980. Pionosyllis samsonensis ingår i släktet Pionosyllis och familjen Syllidae. Inga underarter finns listade i Catalogue of Life.